# سوزي ميلر
سوزي ميلر (بالإنجليزية: Suzy Miller)‏ هي مصممة رقص وعارضة بريطانية، ولدت في 19 مايو 1949.

## وصلات خارجية
- سوزي ميلر على موقع IMDb (الإنجليزية)